# Pohledští Dvořáci
Pohledští Dvořáci je základní sídelní jednotka v katastrálním území Havlíčkův Brod. Nachází se ve východních partiích tohoto města při silnici I/34. Tato komunikace obchází lokalitu ze severní strany, naopak na jižní straně je ohraničena tokem řeky Sázavy. Územím navíc prochází železniční trať Brno – Havlíčkův Brod. Na této trati se nachází zastávka nazvaná Pohledští Dvořáci. Je zde rovněž autobusová zastávka Havlíčkův Brod, Pohledští Dvořáci.